# Iglesia de Santa María del Azogue (Betanzos)
La iglesia de Santa María del Azogue se encuentra situada en la ciudad de Betanzos, en la provincia de La Coruña (Galicia, España).
Está declarada Monumento Nacional y Bien de Interés Cultural.

## Descripción
Iglesia de estilo gótico, fue edificada entre la segunda mitad del siglo XIV y la primera del XV, por obra de Fernán Pérez de Andrade "O Boo" y su sucesor Fernán Pérez " O Mozo", sobre otro templo más antiguo de época románica. Tiene una planta basilical de tres naves con cuatro tramos, sin abovedar y desembocando todas ellas en un triple ábside; la central más ancha que las laterales. La capilla mayor dibuja una traza poligonal, heptagonal, mientras que las capillas absidales tienen planta cuadrada. En la fachada principal, la puerta de entrada está cobijada por un arco de medio punto, decorado con arcos a modo de palmeras invertidas y en las arquivoltas varios órdenes de motivos vegetales y geométricos. En el tímpano dos escenas de la Adoración de los Reyes y la Anunciación. Encima luce un amplio rosetón. Esta iglesia fue declarada Monumento Nacional en 1944. Hoy en día es considerada Bien de Interés Cultural (B.I.C.).

## Catalogación
- Código: 	(R.I.) - 51 - 0001162 - 00000
- Registro: 	(R.I.) REGISTRO BIC INMUEBLES: Código definitivo
- Fecha de Declaración: 	29-09-1944
- Fecha Boletín Declaración: 	19-10-1944
- Disposición: 	DECRETO
- Matiz: 	DECLARADOS CC.AA. ANTES L/85